# Rutunga (vattendrag i Burundi)
Rutunga är ett vattendrag i Burundi.   Det ligger i provinsen Bujumbura Rural, i den västra delen av landet, 30 kilometer söder om huvudstaden Bujumbura.
Runt Rutunga är det tätbefolkat, med 276 invånare per kvadratkilometer.